# Джамейка (станция аэроэкспресса)
Джамейка (англ. Jamaica) — станция автоматического аэроэкспресса аэропорта имени Джона Кеннеди. Станция эстакадная, закрыта стеклянным куполом. Имеется два пути и одна островная платформа. По краям платформы стоят двери, установленные для предотвращения несчастных случаев. Имеется большое количество датчиков, которые определяют положение состава — двери станции откроются только тогда, когда к ним подойдёт поезд. Доступ к платформе осуществляется через эскалатор или лифт с улицы.
Поезда отправляются каждые 7 минут в часы пик, 10 минут в дневное время, 25 минут в ночное время. О времени отправления и прибытия поездов информируют мониторы, расположенные на станции. На мониторах также имеется информация о состоянии авиарейсов аэропорта. Оплата проезда осуществляется только с помощью MetroCard, которую пассажирам можно приобрести в кассах станции LIRR Джамейка. Плата — $5 за вход и $5 за выход.
Рядом со станцией расположена станция Нью-Йоркского метро Сатфин-бульвар — Арчер-авеню, посадка на поезда E, J и Z.